# Personnages de Lost : Les Disparus
Pour un article plus général, voir Lost : Les Disparus.
Cet article présente les personnages du feuilleton télévisé Lost : Les Disparus.

## Personnages principaux
Sont considérés comme personnages principaux ceux qui sont représentés par les acteurs régulièrement mentionnés sous la rubrique « mettant en vedette » du générique de l'émission lors des saisons indiquées.
| Personnage                               | Acteur/actrice           | Voix française      | Saison           | Saison           | Épisodes | Affiliation initiale          |
| Personnage                               | Acteur/actrice           | Voix française      | Régulier         | Invité           | Épisodes | Affiliation initiale          |
| ---------------------------------------- | ------------------------ | ------------------- | ---------------- | ---------------- | -------- | ----------------------------- |
| Richard Alpert                           | Nestor Carbonell         | Bernard Gabay       | 6                | 3, 4, 5          | 30       | Membre des « Autres »         |
| Kate Austen                              | Evangeline Lilly         | Vanina Pradier      | 1, 2, 3, 4, 5, 6 |                  | 108      | Survivante du vol Oceanic 815 |
| Juliet Burke                             | Elizabeth Mitchell       | Dominique Vallée    | 3, 4, 5, 6       | 6                | 49       | Membre des « Autres »         |
| Boone Carlyle                            | Ian Somerhalder          | Sébastien Desjours  | 1, 6             | 2, 3, 6          | 28       | Survivant du vol Oceanic 815  |
| Pierre Chang                             | Francois Chau            | Georges Caudron     | 6                | 2, 3, 4, 5, 6    | 17       | Membre du Projet Dharma       |
| Ana-Lucia Cortez                         | Michelle Rodríguez       | Géraldine Asselin   | 2                | 1, 5, 6          | 23       | Survivante du vol Oceanic 815 |
| Michael Dawson                           | Harold Perrineau Jr.     | Daniel Lobé         | 1, 2, 4          | 6                | 48       | Survivant du vol Oceanic 815  |
| M. Eko                                   | Adewale Akinnuoye-Agbaje | Jean-Paul Pitolin   | 2, 3             |                  | 21       | Survivant du vol Oceanic 815  |
| Daniel Faraday                           | Jeremy Davies            | Franck Capillery    | 4, 5, 6          | 6                | 23       | Employé de Charles Widmore    |
| Nikki Fernandez                          | Kiele Sanchez            | Charlotte Marin     | 3                | 4                | 8        | Survivante du vol Oceanic 815 |
| James « Sawyer » Ford                    | Josh Holloway            | Arnaud Arbessier    | 1, 2, 3, 4, 5, 6 |                  | 104      | Survivant du vol Oceanic 815  |
| Eloise Hawking                           | Fionnula Flanagan        | Frédérique Tirmont  | 6                | 3, 5, 6          | 10       | Mère de Daniel Faraday        |
| L'Homme en noir (dans le corps de Locke) | Terry O'Quinn            | Michel Le Royer     | 5, 6             | 1, 2, 3, 4       | 40       | Antagoniste de Jacob          |
| Desmond Hume                             | Henry Ian Cusick         | Bruno Choël         | 3, 4, 5, 6       | 2                | 46       | Naufragé sur l'île            |
| Sayid Jarrah                             | Naveen Andrews           | Marc Saez           | 1, 2, 3, 4, 5, 6 |                  | 98       | Survivant du vol Oceanic 815  |
| Jin Kwon                                 | Daniel Dae Kim           | Cédric Dumond       | 1, 2, 3, 4, 5, 6 |                  | 92       | Survivant du vol Oceanic 815  |
| Sun Kwon                                 | Kim Yoon-jin             | Jade N'Guyen        | 1, 2, 3, 4, 5, 6 |                  | 88       | Survivante du vol Oceanic 815 |
| Frank Lapidus                            | Jeff Fahey               | Patrick Raynal      | 6                | 4, 5             | 29       | Employé de Charles Widmore    |
| Charlotte Lewis                          | Rebecca Mader            | Odile Cohen         | 4, 5, 6          | 6                | 20       | Employée de Charles Widmore   |
| Benjamin Linus                           | Michael Emerson          | Jean-Luc Kayser     | 3, 4, 5, 6       | 2                | 60       | Membre des « Autres »         |
| Claire Littleton                         | Emilie de Ravin          | Karine Foviau       | 1, 2, 3, 4, 6    | 5                | 72       | Survivante du vol Oceanic 815 |
| Walt Lloyd                               | Malcolm David Kelley     | Jules Azem          | 1                | 2, 3, 4, 5       | 32       | Survivant du vol Oceanic 815  |
| John Locke                               | Terry O'Quinn            | Michel Le Royer     | 1, 2, 3, 4, 5, 6 |                  | 101      | Survivant du vol Oceanic 815  |
| Bernard Nadler                           | Sam Anderson             | Jean-Pierre Leroux  | 6                | 2, 3, 4, 5, 6    | 26       | Survivant du vol Oceanic 815  |
| Rose Nadler                              | L. Scott Caldwell        | Mireille Delcroix   | 6                | 1, 2, 3, 4, 5, 6 | 25       | Survivante du vol Oceanic 815 |
| Charlie Pace                             | Dominic Monaghan         | Vincent Ropion      | 1, 2, 3, 4, 6    | 6                | 65       | Survivant du vol Oceanic 815  |
| Paulo                                    | Rodrigo Santoro          | Francis Benoît      | 3                |                  | 7        | Survivant du vol Oceanic 815  |
| Hugo « Hurley » Reyes                    | Jorge Garcia             | Jérôme Pauwels      | 1, 2, 3, 4, 5, 6 |                  | 106      | Survivant du vol Oceanic 815  |
| Shannon Rutherford                       | Maggie Grace             | Edwige Lemoine      | 1, 2, 6          | 3                | 32       | Survivante du vol Oceanic 815 |
| Christian Shephard                       | John Terry               | Bernard Lanneau     | 6                | 1, 2, 3, 4, 5    | 19       | Père de Jack Shephard         |
| Jack Shephard                            | Matthew Fox              | Xavier Fagnon       | 1, 2, 3, 4, 5, 6 |                  | 113      | Survivant du vol Oceanic 815  |
| Elizabeth « Libby » Smith                | Cynthia Watros           | Véronique Picciotto | 2, 6             | 4, 6             | 22       | Survivante du vol Oceanic 815 |
| Miles Straume                            | Ken Leung                | Laurent Morteau     | 4, 5, 6          |                  | 35       | Employé de Charles Widmore    |
| Ilana Verdansky                          | Zuleikha Robinson        | Barbara Beretta     | 6                | 5                | 16       | Survivante du vol Ajira 316   |
| Penelope Widmore                         | Sonya Walger             | Stéphanie Lafforgue | 6                | 2, 3, 4, 5, 6    | 14       | Femme de Desmond Hume         |

## Personnages secondaires
Les personnages suivants apparaissent dans le feuilleton de manière plus ou moins récurrente.

### Personnages liés à l'île
Les personnages suivants sont classés par ordre d'apparition sur l'île.

#### Jacob et son antagoniste
Jacob et son antagoniste vivent sur l'île depuis près de 2 000 ans. Ils ont tous deux la faculté de ne jamais vieillir et, par conséquent, d'être immortels.
| Personnages | Acteur/Actrice                                                                                             | Saison           | Nombre d'épisodes |
| --- | --- | ---------------- | ----------------- |
| Jacob | Mark Pellegrino                                                                                            | 5, 6             | 11                |
| Jacob est mentionné plusieurs fois comme étant la plus haute autorité de l'île chargé de veiller à sa protection et à qui les « Autres » doivent rendre des comptes. Il serait également capable de sauver une personne atteinte d'un cancer en utilisant un don de guérison sans doute obtenu grâce à l'île, de par sa fonction de gardien. Christian Shephard aurait parlé en son nom en disant à Locke de déplacer l'île à la suite de l'arrivée de Keamy, afin d'empêcher les soldats de ce dernier de ravager l'île. La véritable histoire de Jacob est révélée bien plus tard. Né sur l'île il y a près de 2 000 ans, Jacob fut mis au monde par une naufragée du nom de Claudia, qui donna également naissance à un deuxième enfant pour lequel elle n'avait pas prévu de nom. Jacob et son frère furent élevés pendant de nombreuses années par une mystérieuse femme, gardienne du pouvoir de l'île, qui décela chez le frère de Jacob des dons particuliers, prometteurs d'un grand destin. Toutefois, l'esprit de Claudia apparut au jeune garçon, lui révélant avoir été tuée par sa mère adoptive peu après sa naissance. Comprenant que sa « mère » lui a menti pour le garder près d'elle, il rejoint alors le village construit sur l'île par les autres naufragés, dans le but de trouver un moyen de quitter l'île avec leur aide. Bien des années plus tard, Jacob apprend de son frère qu'il a trouvé le moyen d'y parvenir en utilisant la « lumière » du Cœur de l'île et en informe sa « mère », laquelle utilise ses pouvoirs pour anéantir le village, tuant les amis de son fils et obstruant la voie qu'il venait de creuser au centre de l'île. La gardienne de l'île transmet ensuite ses pouvoirs à Jacob, afin qu'il la remplace dans sa tâche et devienne le nouveau gardien. Jacob assiste ensuite au meurtre de sa « mère » par son frère, et dans un accès de rage, précipite ce dernier dans le Cœur de l'île, où aucun être humain ne peut pénétrer. Son frère est alors tué par l'intensité de l'énergie lumineuse, tandis que son âme malfaisante et corrompue semble se changer en entité maléfique, le Monstre, à l'apparence d'un nuage de fumée noire. Jacob endosse alors seul la charge de protecteur de l'île, tout en se cherchant un successeur parmi certaines personnes spéciales qu'il attire jusqu'à l'île grâce à ses pouvoirs. C'est ainsi qu'il parviendra peu à peu à constituer sur l'île un groupe d'individus, les Autres, chargés d'œuvrer ensemble au bien de l'île, selon les directives de Richard Alpert, l'intermédiaire entre Jacob et son peuple. Jacob souhaite en effet prendre ses distances pour laisser à ces personnes leur libre-arbitre et pouvoir ensuite désigner un nouveau gardien. En 2007, il est finalement tué par Benjamin Linus, ex leader des Autres, qui était alors sous la coupe de son antagoniste, l'Homme en Noir. Son fantôme continue toutefois d'apparaître à Hurley, afin d'orienter le groupe dans leur lutte contre le Monstre et de désigner son successeur. | |                  |                   |
| L'Homme en Noir | Titus Welliver / John Terry (dans le corps de Christian Shephard) / Terry O'Quinn (dans le corps de Locke) | 1, 2, 3, 4, 5, 6 | 40                |
| Autrefois frère de Jacob, il est devenu une créature très puissante capable de se changer en nuage de fumée noire ainsi qu'en personnes décédées. Désirant par-dessus tout quitter l'île dont il est prisonnier par un ensemble de règles complexes mises au point par ses gardiens, il souhaite également obtenir vengeance en éliminant Jacob et en entamant la destruction de l'île, qu'il juge responsable de son malheur. Méprisant la race humaine, le rival de Jacob exprime du dégoût envers ce dernier lorsqu'il est responsable de l'arrivée du Rocher Noir au large de l'île (Jacob y cherchant de possibles candidats à sa succession), estimant que l'arrivée de nouveaux hommes sur l'île mène toujours au même cycle de violence et de destruction. À cette occasion, il exprime son désir de tuer Jacob, mais il ne peut pas le faire lui-même. En 2007, il y parvient cependant en prenant l'apparence de John Locke et en persuadant Ben de le tuer. L'antagoniste semble alors être lié au monstre de fumée car il contraint ainsi Ben à obéir à Locke sous peine de mort, pour s'assurer que Ben accepte de tuer Jacob le moment venu. On apprend aussi que c'est en fait lui qui s'est approprié l'apparence de Christian Shepard afin de persuader Locke d'utiliser la « lumière » pour déplacer l'île. Cet évènement faisait partie de son plan consistant à déclencher une suite d'évènements aboutissant fatalement à la mort de Locke et lui permettant ainsi de revêtir son apparence pour manipuler tout le monde. Après avoir tenté de tuer les candidats choisis par Jacob et avoir amorcé la destruction de l'île, il est finalement tué à la fin de la série par Jack Shepard qui parvient à le jeter du haut d'une falaise de l'île à la suite d'un éprouvant combat. | |                  |                   |

Note : « Adam et Ève », pseudonymes attribués à un homme et une femme dont les squelettes ont été découverts par Kate et Jack dans les grottes lors de la première saison. Selon l'estimation approximative de Jack, ils seraient morts depuis au moins 40 ou 50 ans avant le crash. Il est finalement révélé dans la sixième saison qu'il s'agit de la mère adoptive de Jacob et de l'« Homme en noir », le frère de Jacob.

#### Équipage duRocher Noir
Le Rocher Noir (Black Rock) est un navire négrier du XIXe siècle. En 1867, il s'est échoué au milieu de l'île lors d'une violente tempête, causant la destruction de la statue de Taouret. Les survivants ont tous été tués par « la fumée noire », à l'exception de Richard Alpert.

#### Les «Autres»
Les « Autres » est le nom donné par Danielle Rousseau au groupe de personnes désigné par Jacob pour vivre sur l'île. Son premier membre est Richard Alpert.
| Personnage | Acteur/Actrice                                                                    | Saison        | Nombre d'épisodes |
| --- | --------------------------------------------------------------------------------- | ------------- | ----------------- |
| Mikhail Bakounine | Andrew Divoff                                                                     | 3, 6          | 9                 |
| Mikhail est borgne, c'est un Russe faisant partie du groupe des « Autres ». Il s'occupe de la transmission entre l'île et le continent dans la station « La Flamme ». Après l'explosion de la station « La Flamme », il est capturé par Kate, Sayid, Locke et Rousseau. Il est ensuite laissé pour mort au niveau de la clôture à ultrasons. Mais il n'est pas mort ; Charlie, Jin, Hurley et Desmond le découvrent dans la jungle en train de courir. Il soigne Naomi, et bien que Charlie ait envie de le tuer, on le laisse repartir. Il revient plus tard au camp des Autres, où il se fait frapper par Locke. Lorsque Ben revient au campement, il veut avancer l'attaque du camp des survivants du crash. Il ordonne à Mikhail d'aller à la station Le Miroir pour tuer Charlie, tenu prisonnier là-bas. Lorsque Mikhail y arrive, il tente de tuer Desmond, toujours assommé par Charlie sur le bateau. Il plonge et réussit à atteindre la station sous-marine. Mikhail le suit et arrive à son tour dans la station, où il reçoit l'ordre de Ben de tuer les deux gardiennes de la station ainsi que Charlie. Mais Desmond arrive à temps et harponne Mikhail, tout en parvenant à sauver une des deux gardiennes de la station qui donne à Charlie le code pour ne plus empêcher les transmissions entre l'île et le reste du monde. Alors que le destin semble sauver Charlie, Mikhail se relève encore une fois, puis prend les équipements de plongée et s'échappe de la station avec une grenade, avec laquelle il fait exploser un hublot et condamne Charlie par la même occasion. Son nom est en référence à Mikhaïl Aleksandrovitch Bakounine, anarchiste russe du XIXe siècle. |                                                                                   |               |                   |
| Tom Friendly | M. C. Gainey                                                                      | 1, 2, 3, 4    | 20                |
| Tom est un homme qui agit à quelques reprises comme porte-parole des « Autres » auprès des survivants du vol 815 (M. Friendly fut le surnom donné temporairement par les créateurs de Lost à ce personnage avant qu'un nom lui soit attribué dans le feuilleton lors du dernier épisode de la saison 2). La première fois qu'il rencontre les survivants, il enlève Walt sur le radeau construit par Michael et ses complices tirent sur Sawyer et détruisent le radeau. Plus tard, Tom rencontre Jack, Locke et Sawyer partis à la recherche de Michael, lui-même ayant quitté le camp, armé, dans le but de récupérer son fils Walt. Tom leur indique que Walt va bien. Il dit aussi que Michael ne trouvera pas Walt ou « les Autres », « où il est ». Puis il menace les survivants, leur disant qu'ils passeront d'un « malentendu » à « autre chose » s'ils persistent à vouloir retrouver Michael ou Walt, ou même à seulement pénétrer dans le nord de l'île. Devant l'obstination du groupe, en particulier celle de Jack, Tom demande à ses compagnons d'allumer des torches : « les Autres » s'avèrent ainsi être plus nombreux que le groupe de Jack. Tom explique alors que si les survivants sont encore en vie, c'est parce que « les Autres » le permettent. Jack ne paraissant nullement impressionné par cette démonstration de force et semblant toujours déterminé à poursuivre sa route pour retrouver Michael, Tom fait venir Kate, qu'il a capturée, et menace de la tuer si les survivants refusent de rendre leurs armes et de regagner le sud de l'île. Jack et ses compagnons cèdent pour sauver Kate. Tom apparaît plus net, et sans sa barbe, alors qu'il parle brièvement à Ethan Rom dans un flashback de Claire. Plus tard, Kate trouve de la colle théâtrale et la fausse barbe que Tom portait lors de leur précédente rencontre. Il est chargé d'une mission visant à enlever les femmes enceintes du groupe des survivants, opération qui échoue. Tom sera finalement tué par Sawyer, celui-ci donnant comme prétexte le fait qu'il ait capturé Walt. À plusieurs moments, on apprend qu'il est homosexuel. |                                                                                   |               |                   |
| Eloise Hawking | Fionnula Flanagan (âgée) / Alice Evans (adulte), Alexandra Krosney (jeune adulte) | 3, 5, 6       | 10                |
| Elle apparaît pour la première fois dans un souvenir de Desmond. Alors que Desmond vient de faire imploser le bunker, il revient quelques années avant en gardant quelques souvenirs de sa vie passée sur l'île. Lorsqu'il tente de modifier le passé en achetant une bague à Penelope pour la demander en mariage, Eloise Hawking refuse de lui vendre et lui explique qu'il ne doit pas modifier le passé. Eloise est également la mère de Daniel Faraday. Elle a fait partie des « Autres » et c'est sur l'île qu'elle est tombée enceinte de Charles Widmore, père de Daniel. |                                                                                   |               |                   |
| Bea Klugh | April Grace                                                                       | 2, 3          | 3                 |
| Bea est l'une des « Autres ». Après que Michael a été capturé par « les Autres » et qu'il a été conduit à leur faux campement, Bea se présente à lui sous le nom de Miss Klugh et l'interroge au sujet de Walt. Elle permet à Michael et Walt de se parler pendant trois minutes. Elle exige de Michael qu'il aille libérer le faux Henry Gale, qui est retenu prisonnier par les survivants du vol 815, puis qu'il revienne livrer aux « Autres » quatre des survivants : Jack, Kate, Sawyer et Hurley. Elle est présente sur le quai de l'île dans le dernier épisode de la saison 2. Apparemment par inadvertance, elle révèle à ces quatre survivants le prénom de Tom, à la suite de quoi celui-ci réagit en leur révélant que son prénom à elle est Bea. Elle est capturée dans la station The Flame (La Flamme) par Sayid et Kate puis tuée par Mikhail d'une balle dans la poitrine dans la confusion totale. |                                                                                   |               |                   |
| Karl Martin | Blake Bashoff                                                                     | 3, 4          | 11                |
| Petit ami d'Alex Rousseau. Ils se retrouvaient le soir pour admirer les étoiles mais Ben ayant trop peur de voir Alex enceinte lui fait subir dans une des stations un lavage de cerveau. Après avoir été délivré par Alex, Kate et Sawyer, il retournera auprès d'elle tout en se cachant. Il avertira par la suite les survivants de l'arrivée des « Autres » et suivra le groupe de Locke avec Danielle et Alex. Il sera tué d'une balle dans la poitrine, par le commando de Keamy, en se rendant au Temple. |                                                                                   |               |                   |
| Colleen Pickett | Paula Malcomson                                                                   | 3             | 2                 |
| Épouse de Danny Pickett. Elle décède à la suite des blessures par balles infligées par Sun. |                                                                                   |               |                   |
| Danny Pickett | Michael Bowen                                                                     | 2, 3          | 7                 |
| Pickett est l'un des « Autres ». La plupart du temps, on le voit jouer en quelque sorte le rôle de bras droit de Tom. Pickett participe à la capture de Michael. Il capture Kate puis la conduit dans la clairière où elle sera échangée contre des armes. Il prend un échantillon de sang à Michael lorsque celui-ci se trouve dans le faux campement des « Autres » et il surveille Walt et Michael lorsque ceux-ci sont autorisés à se parler. Pickett surveillera Kate et Sawyer pendant leur séjour dans la station Hydra, il passe ses nerfs sur Sawyer notamment après la mort de sa femme. Il sera abattu par Juliet pour que Kate et Sawyer puissent s'échapper. |                                                                                   |               |                   |
| Ethan Rom | William Mapother                                                                  | 1, 2, 3, 5, 6 | 15                |
| Ethan est le fils d'Amy et d'Horace Goodspeed. Il infiltre les survivants du vol Oceanic 815 jusqu'à ce qu'il soit démasqué par Hurley. Il est par la suite tué par Charlie. |                                                                                   |               |                   |
| Alexandra Rousseau | Tania Raymonde                                                                    | 2, 3, 4, 5, 6 | 21                |
| Alex est une jeune femme qui est avec « les Autres » et qui a aidé Claire à s'échapper de la station Caducée de la Dharma Initiative. Selon les dires de Claire, elle ressemble à Danielle Rousseau. Elle est la fille de Danielle Rousseau et a été enlevée par « les Autres » peu après sa naissance. Alex est présente, en retrait dans la jungle, lors de l'incident des torches. Elle est aussi présente sur le quai de l'île occupé par « les Autres ». Elle est la fille adoptive de Ben Linus. Opposée à son père qu'elle refuse d'appeler Papa, elle raconte à ceux qui veulent bien l'entendre que son père manipule tout le monde, elle aidera Kate et Sawyer à s'échapper si ceux-ci libèrent Karl, son petit ami. Elle retrouvera sa mère biologique dans le dernier épisode de la saison 3. Dans la saison 4, elle suit avec Karl et sa mère le groupe de Locke et s'installe aux baraquements. Ben lui demande de partir pour le temple à cause de l'arrivée imminente des hommes de Keamy. Peu après, alors qu'elle fait une pause avec sa mère et Karl, ce dernier reçoit une balle dans la poitrine et meurt sur le coup, suivi de la mère d'Alexandra. Elle est par la suite captive de Keamy qui tente de l'utiliser pour que Ben se rende. Ce dernier refusant, Keamy tue Alex d'une balle dans le dos. |                                                                                   |               |                   |
| Goodwin Stanhope | Brett Cullen                                                                      | 2, 3, 4       | 5                 |
| Goodwin fait partie des « Autres ». Après avoir été aperçu par Bernard peu après le crash, il prétend faire partie des passagers, ce qui lui permet d'espionner les survivants de la queue de l'avion. Il rédige pour « les Autres » une liste comportant les noms et les descriptions de ceux des survivants qui doivent être enlevés. Il se lie rapidement d'amitié avec Ana Lucia Cortez, prétendant être un ancien membre des corps de la paix. Il appuie Ana quand, après avoir retrouvé la liste de Goodwin, elle accuse Nathan d'être l'espion des « Autres ». Maintenu au fond d'un trou creusé par Ana, sans eau ni nourriture, Nathan nie être de partie liée avec « les Autres ». Lorsqu'elle menace de le torturer pour obtenir des informations, Goodwin tue Nathan pour éviter qu'Ana découvre qu'il ne sait rien. Rapidement, Ana Lucia comprend qu'elle s'est trompée de personne, et que l'espion ne peut être que Goodwin. Démasqué, il lui indique que les survivants enlevés l'ont été car ce sont de « bonnes personnes ». Il lui dit également que « Nathan n'était pas quelqu'un de bien ». Il provoque Ana-Lucia et celle-ci se jette sur lui, un combat s'ensuit et finalement Goodwin meurt empalé. Selon Henry Gale, Goodwin aurait insisté pour qu'Ana soit aussi enlevée, pensant qu'ils parviendraient à « la changer ». Dans la saison 3, on apprend que Goodwin est le compagnon de Juliet. Ben, amoureux de Juliet, enverra volontairement Goodwin à la mort et montrera son corps à Juliet en lui disant qu'elle lui appartient. Dans la saison 4, on apprend que Goodwin était marié à une femme prénommée Harper. Lorsqu'elle apprendra la liaison entretenue entre Juliet et son mari, elle préviendra Juliet que si leur relation continue, Ben fera du mal à Goodwin. |                                                                                   |               |                   |
| Charles Widmore | Alan Dale                                                                         | 2, 3, 4, 5, 6 | 19                |
| Charles Widmore est le père de Penelope, la femme de Desmond Hume. C'est un riche homme d'affaires qui était le chef des « Autres » avant qu'il ne soit exclu de l'île. On apprend par la suite qu'il est également le père de Daniel Faraday dont il financera les études, et l'enverra sur l'île. |                                                                                   |               |                   |

#### Membres du Projet Dharma
Le Projet Dharma est un projet de recherche qui s'est installé sur l'île en 1970. Les membres présents sur l'île ont tous été tués en 1992 par les « Autres ».
| Personnage | Acteur/Actrice                     | Saison        | Nombre d'épisodes |
| --- | ---------------------------------- | ------------- | ----------------- |
| Amy | Reiko Aylesworth                   | 5             | 3                 |
| Amy fait partie du projet Dharma. Elle était mariée à Paul jusqu'à ce qu'il soit tué par deux « Autres ». Elle a été secourue par Sawyer et Juliet. Trois ans plus tard, elle est en couple avec Horace Goodspeed et accouche sur l'île d'un petit garçon prénommé Ethan. |                                    |               |                   |
| Pierre Chang | François Chau                      | 2, 3, 4, 5, 6 | 17                |
| Pierre Chang est un scientifique qui apparait dans les films d'orientation du Projet Dharma. Il est parfois appelé Marvin Candle, Mark Wickmund, ou Edgar Halliwax. Pierre Chang est également le père de Miles |                                    |               |                   |
| Gerald et Karen DeGroot | Michael Gilday et Courtney Lavigne | 2             | 4                 |
| Couple de doctorants de l'Université du Michigan, qui a reçu des fonds de la Fondation Hanso en 1970 pour créer et mettre en place le Projet Dharma sur l'île. |                                    |               |                   |
| Alvar Hanso | Ian Patrick Williams               | 2             | 1                 |
| Fondateur et PDG danois de la Fondation Hanso, organisation qui a financé le Projet Dharma. Hanso peut être vu dans le film d'orientation du Cygne. |                                    |               |                   |
| Roger Linus | Jon Gries                          | 3, 5, 6       | 7                 |
| Roger Linus est le père de Ben. Il travaillait sur l'île en tant ouvrier pour le Projet Dharma et vivait aux Baraquements avec son fils, qu'il a eu avec sa femme, Emily Linus, morte en lui donnant naissance. Roger Linus éprouve de la haine envers Ben, car il considère son fils comme le responsable de la mort de sa femme. Il avait l'habitude d'oublier l'anniversaire de Ben, car c'était aussi le jour de la mort de sa femme. Plusieurs années plus tard, Ben devint ouvrier lui aussi. Roger avait oublié son anniversaire comme à l'habitude, mais lui proposa d'avoir un petit moment entre père et fils en haut d'une colline alors qu'il devait livrer des bières à la station Perle en camionnette. Une fois arrivés, Ben exprima la haine qu'il avait pour lui : il mit un masque à gaz et ouvrit une sorte de grenade contenant du poison à l'intérieur de la camionnette, ce qui tua son père. |                                    |               |                   |
| Horace Goodspeed | Doug Hutchison                     | 3, 4, 5       | 7                 |
| Horace Goodspeed était un membre du Projet Dharma. Alors qu'il conduit sa voiture en Oregon (États-Unis), à quelques kilomètres de Portland, Horace et Olivia aperçoivent Roger Linus près de la route, appelant de l'aide tandis qu'il porte sa femme et son bébé. Ils arrêtent donc la voiture près de lui et Roger explique que sa femme a accouché prématurément. Horace propose alors de l'emmener à l'hôpital mais elle décède quelques secondes plus tard avant même de leur avoir laissé le temps de prendre une décision. Dix ans plus tard, il emmène Roger accompagné sur l'île afin de lui donner un emploi. Il est tué durant la purge par les « ennemis ». Locke le verra dans un rêve, douze ans après sa mort, en train de construire une cabane en bois pour sa femme. |                                    |               |                   |
| Kelvin Joe Inman | Clancy Brown                       | 2             | 2                 |
| Kelvin a servi pendant la Guerre du Golfe en 1991 durant laquelle il rencontra Sayid. Ancien opérateur de la station « Le Cygne », il est probable qu'il soit venu sur l'île sous prétexte qu'il rejoignait le Projet DHARMA, quand le personnel du Projet sur l'île avaient été en fait supprimé et que les Autres contrôlaient alors les opérations en se faisant passer pour DHARMA. Kelvin n'a probablement jamais su pour cette supercherie. Quand le bateau de Desmond s'est échoué, Kelvin se trouvait sur la plage et lui a porté secours. Quand Kelvin réalisa que Desmond n’était pas l'homme qu'il attendait, il lui montra le film de présentation et l'enrôla comme partenaire pour appuyer sur le Bouton dans le Cygne. Kelvin a continué à travailler sur la carte sur la porte anti-souffle après la mort de Radzinsky. Le but de cette carte est de localiser les autres stations du Projet DHARMA. Kelvin a aussi parlé à Desmond de la maladie, des Ennemis, et de la clé du système de sécurité. Kelvin avait prévu de s'échapper de l'île en réparant en secret le voilier de Desmond, en prétendant parcourir l'île. Quand il quittait le Bunker, il portait toujours une combinaison HAZMAT. Un jour où Kelvin est allé réparer le bateau Desmond a remarqué que la combinaison était endommagée. Il a suivi Kelvin et l'a vu l'enlever une fois en dehors du Bunker. Desmond a continué à le suivre jusqu'à ce Kelvin lui fasse front. Il demanda à Desmond de le rejoindre mais celui-ci refusa. Il attaqua Kelvin et le tua accidentellement en lui fracassant la tête sur les rochers. C'était le jour où le vol 815 s'est écrasé. |                                    |               |                   |
| Phil | Patrick Fischler                   | 5             | 9                 |
| Phil est un subalterne de Sawyer (sous le nom d'emprunt LaFleur) et travaille en tant que personnel de sécurité pour le Projet Dharma. Phil découvre que Sawyer et Kate ont remis le jeune Ben aux « Ennemis » (les « Autres »), ainsi Sawyer l'attache dans un placard de sa maison. Il est découvert par Radzinsky et participe à la torture de Sawyer et Juliet. Phil essaie de tuer Sawyer mais, pendant l'incident à la station du Cygne, plusieurs barres d'armature attirées par l'énergie électromagnétique l'empalent. |                                    |               |                   |
| Stuart Radzinsky | Eric Lange                         | 5             | 7                 |
| Radzinsky est l'ancien coéquipier de Kelvin Inman. En 1977, il dirigeait la station « La Flamme ». Il est l'un des créateurs de la station du Cygne et a causé entre autres l'Incident qui a instauré le protocole des 108 minutes. Il est l'auteur du plan invisible trouvé dans la station Cygne. Il a également coupé un morceau du film d'orientation de cette même station et l'a caché dans la station Flèche. Il finira par se suicider dans un geste de désespoir, lassé d'attendre l'arrivée de remplaçants. |                                    |               |                   |

#### Équipage du Bésixdouze
Le Bésixdouze est un navire qui s'est échoué en mer en 1988 avec à son bord une expédition scientifique composée de six chercheurs français.
| Personnages | Acteur/Actrice                       | Saison           | Nombre d'épisodes |
| --- | ------------------------------------ | ---------------- | ----------------- |
| Danielle Rousseau | Mira Furlan / Melissa Farman (jeune) | 1, 2, 3, 4, 5, 6 | 26                |
| Danielle Rousseau est une femme française (allemande dans la version française) qui vit sur l'île depuis approximativement 16 ans. C'est elle qui lance le signal de détresse que Sayid a intercepté. Elle emprisonne Sayid pensant qu'il est un des Autres et l'interroge au sujet de sa fille Alex. Comme il affirme ne rien savoir, elle le torture en ayant recours à des chocs électriques. Elle explique à Sayid, toujours son prisonnier, qu'Alex et elle sont venues ensemble sur l'île. Danielle participait à une expédition scientifique, dont faisait également partie son mari Robert. Son équipe de scientifiques était armée de fusils. Quand son équipe est infectée par le monstre, elle les tue pour protéger sa fille. Elle estime que l'île est au moins à trois jours de Tahiti car il y venait avec son équipe avant leur naufrage. Sayid et Danielle sont interrompus par un bruit produit hors de l'abri. Quand elle sort pour chasser, Sayid en profite pour lui voler ses cartes et ses notes à propos de l'ile, saisit son fusil et retourne au campement. Elle a donné naissance à une fille, Alex, et peu après une colonne de fumée noire est apparue et les autres ont enlevé Alex. Après avoir vu que le sac de Sayid contenait des papiers et « les nombres d'Hurley ». Elle lui dit que les nombres étaient émis sur la radio, et elle ne sait rien à leur sujet. Elle emmène certains des autres à un vieux bateau appelé The Black Rock pour essayer d'obtenir de la dynamite pour détruire la porte de la trappe, le bateau est dans un secteur qu'elle a appelé « le territoire sombre ». Ils rencontrent le monstre, Danielle le décrit comme étant « le système de sécurité » qui est là pour protéger l'île. Plus tard, elle a dit qu’ils ont été attirés par les nombres qui sont énumérés dans le message et qu’elle et son équipe ont décidé d'aller sur l'île mais ils se sont écrasés près du Black Rock. Danielle avertit les survivants que les autres arrivent. Tandis que chacun se prépare pour l'arrivée des autres, elle enlève le bébé de Claire, Aaron mais Sayid et Charlie la poursuivent et la trouvent avec le bébé près de la source de la fumée noire, projetant d'échanger Aaron contre son propre enfant, Alex. Cependant, elle n'a pas trouvé les autres. Sayid et Charlie croient que Danielle a allumé la colonne de fumée noire. Aaron et Claire sont réunis. Cependant Sayid a noté qu'il n'y avait aucune empreinte près du feu. Quelques semaines plus tard, Danielle trouve Sayid et l'emmène à un piège qu'elle a placé. Un homme, Henry Gale, est à l'intérieur, qu'elle dit être un des « autres ». Lorsque Henry essaye de s'échapper, Danielle le blesse avec un carreau. Danielle arrive au camp une nuit pour avertir Claire qu'Aaron est malade. Le jour suivant, elle l'aide à aller chercher une station de la Dharma Initiative. Claire se rappelle qu'après s'être échappée de la station quand elle était enceinte, Danielle l'a aidée à retourner de nouveau à son camp. Dans la saison 3, elle accompagne Locke, Sayid et Kate jusqu'au camp des autres mais refuse de les aider à capturer l'homme se trouvant dans la station « La Flamme ». Elle n'aide même pas Kate et Sayid quand ces derniers sont capturés et préfère tout simplement partir ; personne n'en a tenu compte. Jack lui demanda par la suite de l'aider à installer de la dynamite sur les tentes des rescapés pour supprimé l'escouade des autres qui s'apprête à enlever toutes les femmes enceintes, elle rencontre Locke dans le Black Rock mais bien qu'elle entende Sawyer crier « À l'aide » elle repart comme si de rien n'était avec la dynamite. Par la suite elle conduira les survivants à la tour radio et retrouvera enfin sa fille. Elle suivit Locke avec sa fille et Karl et s'installa aux baraquements. Elle partit pour le temple sous les conseils de Ben avec Karl et Alex et se fera tuer après avoir dit à sa fille qu'elle l'aimait. C'est à la saison 5 qu'elle et ses amis sauveront Jin, après que ce dernier aura survécu à l'explosion du bateau et traversé l'espace temps comme les autres disparus. Son nom vient de Jean-Jacques Rousseau, philosophe français du XVIIIe siècle. |                                      |                  |                   |
| Robert Rousseau | Guillaume Dabinpons                  | 5                | 2                 |
| Mari de Danielle Rousseau et membre de l'expédition, tué par Danielle, pour cause de « maladie » à la suite de sa descente dans un trou pour sauver Montand. Il est également le père biologique d'Alexandra. |                                      |                  |                   |
| Montand | Marc Menard                          | 5                | 2                 |
| Membre de l'équipe de Danielle qui a perdu son bras dans le territoire sombre près du temple, attiré dans un trou par le monstre de fumée noire. |                                      |                  |                   |
| Nadine | Alexandra Tobas                      | 5                | 2                 |
| Tuée dans la jungle par la « fumée noire » alors que l'expédition se dirigeait vers la tour radio. |                                      |                  |                   |
| Brennan | Bruno Bruni                          | 5                | 2                 |
| Tué par Rousseau à la suite de son infection par la maladie après avoir tenté de sauver Montand dans un trou. |                                      |                  |                   |
| Lacombe | Chris Marvin                         | 5                | 2                 |
| Tué par Rousseau à la suite de son infection par la maladie après avoir tenté de sauver Montand dans un trou. |                                      |                  |                   |

#### Victimes de l’accident de Beechcraft
Un Beechcraft venu du Nigéria s'est écrasé sur l'île vers 2001 avec à son bord des trafiquants de drogue, le frère d'Eko et des statuettes de la Vierge Marie contenant de l'héroïne.
| Personnage | Acteur/Actrice                                  | Saison | Nombre d'épisodes |
| --- | ----------------------------------------------- | ------ | ----------------- |
| « Goldie » | Ronald Revels                                   | 2      | 1                 |
| « Goldie » travaillait avec Eko. Avant que l'avion ne s'écrase, il a sauté en parachute mais n'a pas survécu.                                                              |                                                 |        |                   |
| Yemi | Adetokumboh McCormack / Olekan Obileye (enfant) | 2, 3   | 4                 |
| Le frère d'Eko, qui a été entraîné à bord de l'avion plein de drogue par les acolytes d'Eko au moment du décollage. Il était dans l'avion quand il s'est écrasé sur l'île. |                                                 |        |                   |

#### Henry Gale
Henry Gale est un homme qui s'est échoué sur l'île en montgolfière vers juin 2004. Il a été enterré à côté de sa montgolfière et Benjamin Linus a usurpé son identité lorsqu'il s'est laissé capturer par Danielle Rousseau puis par les survivants du vol Oceanic. Henry Gale venait du Minnesota et avait une femme, Jennifer.

#### Survivants du vol Oceanic 815
Le vol Oceanic 815 est parti de Sydney le 22 septembre 2004 en destination de Los Angeles. Il s'est écrasé après huit heures de vol sur l'île ; l'arrière de l'appareil a chuté dans l'océan, le milieu sur la plage, et l'avant dans la jungle. Sur les 324 passagers, 71 ont survécu.
| Leslie Arzt | Daniel Roebuck                            | 1, 3, 6          | 9  |
| Leslie Arzt était un professeur de sciences. Il avertit l'équipage du radeau que la prochaine mousson de la saison enverra directement en Antarctique. Arzt accompagne l'équipe allant au Black Rock pour aider à la récupérer de la dynamite. Quand Jack, Kate, et Locke l'apportent dehors, Arzt, paniquant, leur explique qu'à température ambiante, la dynamite sue de la nitroglycérine ; c'est la substance la plus réactive connue de l'homme. Après avoir enveloppé un bâton de dynamite dans la chemise de Kate, la dynamite explose dans les mains d'Arzt et le tue. Le mot Arzt est la traduction en allemand pour « médecin ». |                                           |                  |    |
| Cindy Chandler | Kimberley Joseph                          | 1, 2, 3, 6       | 15 |
| Cindy Chandler était hôtesse de l'air sur le vol 815 et est avec le pilote le seul membre de l'équipage connu à avoir survécu à l'accident. Elle se trouvait dans la queue de l'avion au moment du crash. Elle fut enlevée par les « Autres » lors de la traversée du groupe d'Ana-Lucia, en pleine jungle, et pratiquement sous les yeux des autres membres du groupe. Retrouvée lors de la saison 3, Cindy soutient les « Autres » et confie à Jack qu'ils n'ont pas de mauvaises intentions. |                                           |                  |    |
| Donald | Glenn Lehmann                             | 2                | 1  |
| Donald est un des survivants de la queue de l'appareil. Sa jambe cassée est replacée par Libby, mais 5 jours après, il meurt de son infection. |                                           |                  |    |
| Emma | Kiersten Havelock                         | 2, 3, 6          | 7  |
| Emma est la sœur de Zack. C'est une survivante de l'accident de la queue. Elle fut enlevée par les « Autres ». Dans la saison 3 on la retrouve, ainsi que son frère, en bonne santé, satisfaits de leur vie avec les Autres et confiés aux bons soins de Cindy Chandler. |                                           |                  |    |
| Scott Jackson | Dustin Watchman                           | 1                | 11 |
| Scott est un survivant de la partie centrale de l'avion. Il est souvent confondu par des survivants avec Steve Jenkins. Selon Sawyer, Scott a une liaison avec Tracy. Il est mort tué par Ethan Rom sur la plage, ce dernier ayant juré de tuer un passager par jour si on ne lui apportait pas Claire. Scott eu la malchance d'être l'unique victime d'Ethan. |                                           |                  |    |
| Steve Jenkins | Christian Bowman                          | 1, 2, 3, 4       | 20 |
| Steve est un survivant de la partie centrale de l'appareil. Il est souvent confondu par des survivants avec Scott Jackson. |                                           |                  |    |
| Aaron Littleton | Plusieurs acteurs dont William Blanchette | 1, 2, 3, 4, 5    | 54 |
| Fils de Claire et né sur l'île, Aaron devait normalement être adopté après sa naissance. Le voyant de Claire lui avait dit qu'elle devait l'élever elle-même, mais devant son refus, il lui donna alors un billet d'avion pour aller à Los Angeles afin de rencontrer sa famille d'accueil. Sur l'île, Rousseau enlève Aaron pour l'échanger contre sa fille Alex, mais Charlie et Sayid sauvent le bébé. Peu de temps après avoir brûlé l'avion rempli de drogue, Charlie commence à avoir des rêves disant qu'Aaron est en danger. Ces rêves poussent Charlie à essayer de baptiser Aaron lui-même, mais Locke redonne le bébé à Claire et ce n'est qu'ensuite qu'Eko le baptise réellement. Peu après, Aaron souffre de la roséole ce qui effraie Claire qui pense qu'un virus lui a été inoculé par les « Autres », mais la maladie disparaît très rapidement. Dans la saison 4, Aaron va vivre avec Kate et sa mère aux baraquements. Après la disparition de Claire dans la jungle, Aaron est confié à Sun dans l'avion. Après le sauvetage des « Océanic Six », il est adopté par Kate qui fera croire qu'Aaron est son fils biologique. L'origine du prénom vient de Aaron, le frère de Moïse dans le livre de l'Exode. |                                           |                  |    |
| Edward Mars | Fredric Lehne                             | 1, 2, 3, 6       | 12 |
| Le marshal Edward Mars a poursuivi la trace de Kate Austen pendant trois ans avant de parvenir à la capturer en Australie. Il la ramène avec lui aux États-Unis, menottée, sur le vol 815. Il trouve également le moyen de faire placer dans l'avion une valise remplie de pistolets et de munitions. Immédiatement avant que l'avion s'écrase, il est frappé par une valise et perd conscience. Kate lui sauve la vie, temporairement, en se libérant de ses menottes et en lui appliquant le masque à oxygène. Il est néanmoins blessé mortellement au moment de l'écrasement final de l'avion sur l'île. Sawyer s'empare du pistolet qu'il portait sur lui au moment de l'écrasement. Toutes les fois que Mars est conscient, il avertit Jack que Kate est dangereuse. Sawyer fait feu sur Mars à bout portant, supposément à la demande de ce dernier pour mettre fin à ses souffrances, mais il le rate et atteint son poumon, lui infligeant des souffrances encore plus terribles, à la suite de quoi Jack doit à contrecœur se résoudre à l'euthanasier lui-même. Sa valise de pistolets sera retrouvée quelques semaines plus tard sur l'île. |                                           |                  |    |
| Bernard Nadler | Sam Anderson                              | 2, 3, 4, 5, 6    | 26 |
| Bernard est un dentiste marié à Rose. Lors du crash, il se retrouve perché dans un arbre avant de rejoindre les survivants qui restent de la queue de l'avion. Ce fut lui qui parla à Boone dans la transmission radio dans le Beechcraft. Rose et Bernard sont réunis quand les survivants de la queue rejoignent le camp principal. Bernard est le dernier survivant de la queue de l'appareil, après la mort d'Eko dans la saison 3. Un flashback lui est consacré avec Rose dans l'épisode 19 de la saison 2. |                                           |                  |    |
| Rose Nadler | L. Scott Caldwell                         | 1, 2, 3, 4, 5, 6 | 25 |
| Rose Nadler, née Henderson, vient du Bronx (New York). Rose est une figure aimable et maternelle qui aide dans les situations difficiles. Elle était avec Bernard qui était dans la queue de l'avion lors du crash et croit qu'il est toujours en vie. Rose et Bernard sont réunis quand lui et les autres survivants de la queue de l'appareil rejoignent le camp principal. Spécifiquement, Rose a aidé Charlie pour surmonter la brève perte de Claire dans la première saison en l'aidant à entrer en contact avec la religion. Elle a aussi aidé Hurley à faire l'inventaire de la nourriture dans le bunker et à distribuer la nourriture aux survivants et elle l'a convaincu de ne pas détruire la réserve de nourriture. Rose souffrait d'une maladie incurable. Il lui restait moins d'une année à vivre. Malgré les efforts de son mari pour la faire soigner, personne ne pouvait rien pour elle. Depuis le crash, elle est convaincue qu'un miracle s'est produit car elle ne ressent plus le mal. Pour cette raison, Rose n'est pas motivée à quitter l'île, ce qu'elle finit par avouer à Bernard après que celui-ci eut entrepris de construire un immense appel à l'aide (SOS) sur la plage. Comprenant les raisons de Rose, Bernard abandonne son projet. À la fin de la saison 5, elle vit heureuse sur l'île avec Bernard et Vince. Un flashback lui est consacré avec Bernard dans l'épisode 19 de la saison 2. |                                           |                  |    |
| Nathan | Josh Randall                              | 2                | 1  |
| Nathan est l'un des survivants de la queue de l'avion. En raison de son côté froid et sarcastique, les survivants l'ont suspecté à un certain moment d'être un des « Autres ». Il a été tué par Goodwin, le véritable « Autre » du groupe. |                                           |                  |    |
| Seth Norris | Greg Grunberg                             | 1, 4             | 2  |
| Seth Norris était le pilote du vol 815. Il fut trouvé dans le cockpit de l'avion par Jack, Kate et Charlie. Il était inconscient mais se réveilla quand Kate s'approcha de lui. Il raconta les évènements du vol 815 : après 6 heures de vol, la radio lâcha ; personne ne pouvait les voir. Il dérouta l'avion vers les îles Fidji. Ils rencontrèrent une turbulence à des milliers de kilomètres de leur itinéraire, et donc, les secours ne les cherchent pas au bon endroit. Il montra alors à Jack et Kate l'emplacement de la radio, puis rampa hors de la fenêtre du cockpit pour voir ce qui causait le même bruit que la nuit précédente. Le « monstre » approcha et le pilote fut emporté. Kate et Charlie le retrouvèrent plus tard mort en haut d'un arbre. C'est originellement Matthew Fox qui devait interpréter le rôle du pilote. Mais les producteurs de la série ont, par la suite, décidé d'étoffer le personnage de Jack et ont donc fait appel à un autre acteur. |                                           |                  |    |
| Sullivan | Scott Paulin                              | 1                | 1  |
| Sullivan est un survivant de la partie centrale de l'appareil. Il est traité par Jack car il a de l'urticaire. Jack pense aussi qu'il est hypocondriaque. |                                           |                  |    |
| Vincent | Madison et Pono                           | 1, 2, 3, 4, 5, 6 | 43 |
| Vincent (Vince), un retriever du Labrador, est le chien de Walt. Après l'écrasement de l'avion, Walt et Michael ne trouvent pas Vincent. John taille un sifflet à chien et réussit à le retrouver et à le ramener à Michael. Lorsque Walt part en radeau avec Michael, Jin et Sawyer, il laisse Vincent sur la plage et le confie à Shannon. Dans la saison 5, Vincent vit avec Rose et Bernard. On l'aperçoit lors de l'épisode final, à côté de Jack en train de mourir. |                                           |                  |    |
| Zack | Mickey Graue                              | 2, 3, 6          | 7  |
| Zack est le frère d'Emma. C'est un jeune survivant de l'accident de la queue. Il fut enlevé par les « Autres ». Il réapparait en bonne santé dans la saison 3 avec sa sœur. |                                           |                  |    |

#### Équipage du Kahana
Le Kahana est un cargo appartenant à Charles Widmore. Il a quitté les Îles Fidji le 7 décembre 2004 et s'est ancré à proximité de l'île le 24 décembre. Il explose le 30 décembre avec à son bord Michael.
| Personnage | Acteur/Actrice  | Saison  | Nombre d'épisodes |
| --- | --------------- | ------- | ----------------- |
| Naomi Dorrit | Marsha Thomason | 3, 4, 5 | 12                |
| Naomi arrive sur l'île en parachute, après que son hélicoptère s'est écrasé. Dans son sac se trouve une photo de Penelope et Desmond. Elle dira aux rescapés qu'elle était sur un cargo, au large, et qu'elle venue sur l'île dans le but de retrouver Desmond, à la demande de Penelope Widmore ce que Penelope démentira. Elle recevra un couteau dans le dos de Locke lorsque celui-ci voudra l'empêcher de contacter le cargo. Elle meurt des suites de sa blessure. Naomi a été recrutée par Matthew Abaddon comme garde du corps de Frank, Daniel, Miles et Charlotte. |                 |         |                   |
| Capitaine Gault | Grant Bowler    | 4       | 3                 |
| Gault est le capitaine du navire de Charles Widmore. Censé commander sur le cargo, Keamy outrepasse souvent ses ordres. C'est un homme qui ignore les véritables intentions de Widmore. Il aidera Sayid à fuir le bateau en zodiac. Martin le tuera lorsque Gault lui demandera de se rendre. |                 |         |                   |
| Martin Keamy | Kevin Durand    | 4, 6    | 12                |
| Keamy est un ex-sergent des Marines recruté par Charles Widmore pour capturer Benjamin Linus et exterminer tous les habitants de l'île. C'est un homme violent, cupide et qui tue sans remords. Il tue Alexandra Rousseau d'une balle dans la tête. Il sera tué par Ben en vengeance de l'assassinat de sa fille. |                 |         |                   |
| Ray | Marc Vann       | 4       | 4                 |
| Ray est le médecin. Il soigne Minkowski et Desmond lorsque ceux-ci tombent malade. Il est tué par Keamy pour obliger Lapidus à les emmener sur l'île. Son corps est retrouvé, échoué sur la plage par le groupe de Jack. |                 |         |                   |
| George Minkowski | Fisher Stevens  | 4, 6    | 6                 |
| C'est l'officier de communication sur le cargo, il s'occupait des appels entrant et sortant. Alors qu'ils s'ennuyaient avec Brandon, un collègue, ils n'ont pas résisté et sont partis pour l'île. Mais Brandon devint fou et ils durent faire demi-tour. Quand Desmond demande à Minkowski où est Brandon, il lui répond : dans la chambre froide. Minkowski est mort à son tour à la suite de voyages dans le temps de sa conscience. |                 |         |                   |
| Omar | Anthony Azizi   | 4, 6    | 7                 |
| Il fait partie du groupe de commando dirigé par Keamy. Il se fait tuer lors de l'attaque des « Autres » pour libérer Ben. Alors qu'une grenade tombe près de Keamy, celui-ci l'expulse du pied et elle explose malencontreusement non loin d’Omar qui meurt sur le coup. |                 |         |                   |
| Regina | Zoe Bell        | 4       | 4                 |
| Elle travaille sur le bateau, mais se suicide en sautant dans l'eau. Elle était surement atteinte du même mal que Minkowski et Desmond. Auparavant on avait pu voir qu'elle lisait un livre à l'envers. |                 |         |                   |

#### Survivants du vol Ajira 316
Le vol Ajira 316 est parti de Los Angeles le 21 janvier 2007 en destination de Guam. Il a atterri sur l'île de l'Hydre après avoir traversé une fenêtre spatio-temporelle. Frank Lapidus, Sun, et Benjamin Linus étaient à son bord ainsi que Jack, Kate, Hurley et Sayid mais ces derniers ont été téléportés en 1977.
| Personnages | Acteur/Actrice     | Saison | Nombre d'épisodes |
| --- | ------------------ | ------ | ----------------- |
| Bram | Brad William Henke | 5, 6   | 7                 |
| Bram est une personne mystérieuse qui semble s'opposer à l'organisation de Widmore. Il a rencontré Miles en 2004 et lui a demandé de ne pas aller sur l'île. Bram était également à bord du vol Ajira 316 et semble tout comme Ilana travailler pour Jacob. |                    |        |                   |
| Caesar | Saïd Taghmaoui     | 5      | 4                 |
| Caesar était à bord du vol Ajira 316. Il recense les différents passagers mais ne se rappelle pas avoir vu Locke dans l'avion. Lorsqu'il tente d'empêcher Locke de partir avec Ben à bord d'une pirogue, Ben le tue.                                        |                    |        |                   |

### Personnages extérieurs à l'île
| Personnages | Acteur/Actrice | Saison        | Nombre d'épisodes |
| --- | -------------- | ------------- | ----------------- |
| Matthew Abaddon | Lance Reddick  | 4, 5          | 4                 |
| Matthew Abaddon est un employé de Charles Widmore. Il se présente pour la première fois à Hurley comme étant un représentant d'Oceanic Airlines et lui demandera si les autres sont vivants. Il réapparait comme étant le recruteur de Naomi. C'est également lui qui a dit à Locke de faire un « circuit aventures » en Australie. Quand Locke arrive de Tunisie pour convaincre les « six de l'Oceanic » de retourner sur l'île, Matthew Abaddon est son chauffeur. Il est tué peu de temps après par Ben. |                |               |                   |
| Penelope Widmore | Sonya Walger   | 2, 3, 4, 5, 6 | 14                |
| Penelope est la femme de Desmond Hume et la fille de Charles Widmore. Elle parvient à rentrer en contact avec Charlie juste avant la mort de celui-ci, apprenant ainsi que Desmond va bien. Elle parviendra plus tard à localiser un appel que Desmond a passé à bord du cargo, permettant ainsi le sauvetage de Desmond, Lapidus, et « les Six d'Oceanic ». |                |               |                   |

### Personnages des flashback et flashforward
Ces personnages sont apparus dans les flashback ou flashforward des personnages principaux.
| Personnage | Acteur/Actrice                                                                                | Saison           | Nombre d'épisodes |
| --- | --------------------------------------------------------------------------------------------- | ---------------- | ----------------- |
| Sam Austen | Lindsey Ginter                                                                                | 2                | 2                 |
| Sam Austen est le père de Kate. Il est militaire. Après la mort de Wayne Jansen, Kate découvre que Sam n'était pas son père biologique. Il avait rencontré Sayid lors de la Guerre du Golfe. |                                                                                               |                  |                   |
| Tom Brennan | Mackenzie Astin (en) (Tanner Maguire (à l'âge de 10 ans), Carter Jenkins (à l'âge de 12 ans)) | 1, 5             | 2                 |
| Ami d'enfance de Kate. Il est le propriétaire de l'avion en plastique pour lequel Kate a braqué une banque et qu'elle retrouve sur l'île dans la valise du Marshall. Travaillant à l'hôpital, il aide Kate à parler à sa mère. Il se fait tuer lorsque Kate s'enfuit. |                                                                                               |                  |                   |
| Rachel Carlson | Robin Weigert (Savannah Lathem (enfant))                                                      | 3, 5             | 3                 |
| Rachel est la sœur de Juliet. Atteinte d'un cancer, elle tombe enceinte grâce aux recherches effectuées par Juliet. Juste avant que Juliet rejoigne l'île, elle n'a plus de cancer. Selon Ben, son cancer serait réapparu après le départ de Juliet sur l'île et aurait été soignée par Jacob. Elle a donné naissance à un garçon prénommé Julian. |                                                                                               |                  |                   |
| Anthony Cooper | Kevin Tighe                                                                                   | 1, 2, 3, 6       | 7                 |
| Père de Locke, arnaqueur des parents de Sawyer. Après que Locke lui a donné un rein, il rompt tout contact avec lui et ne souhaite plus le revoir. Lorsqu'il doit 700 000 dollars à deux hommes à la suite d'une arnaque, il fait croire à sa mort et demande à Locke de chercher l'argent dans un coffre et en contrepartie, il pourra en garder 200 000. C'est à cette occasion qu'Helen rompt avec Locke. Plus tard, lorsque Locke tentera d'empêcher son père d'arnaquer une femme, son père le projettera du huitième étage et c'est ainsi que Locke perdra l'usage de ses jambes. Anthony Cooper apparaîtra sur l'île prisonnier des « Autres » comme par magie selon Ben. Quand Locke apprendra ce qu'il a fait aux parents de Sawyer, il le fera tuer par celui-ci, Locke en étant incapable. |                                                                                               |                  |                   |
| Teresa Cortez | Rachel Ticotin                                                                                | 2                | 2                 |
| Teresa est la mère d'Ana-Lucia. Elle est capitaine de police. |                                                                                               |                  |                   |
| Dave | Evan Handler                                                                                  | 2                | 1                 |
| Ami imaginaire de Hurley. |                                                                                               |                  |                   |
| Diane Janssen | Beth Broderick                                                                                | 1, 2, 3, 4       | 5                 |
| Mère de Kate, a servi Sawyer. Lorsque Kate tue Wayne, elle la dénonce à la police. Lors du procès de Kate, elle n'y témoigne pas et demande à Kate de pouvoir voir Aaron, ce que Kate refuse. |                                                                                               |                  |                   |
| Wayne Janssen | James Horan                                                                                   | 2                | 1                 |
| Beau-père et victime de Kate. Il est tué dans l'explosion de sa maison. Kate apprendra après sa mort qu'il s'agissait de son père biologique. |                                                                                               |                  |                   |
| Noor « Nadia » Abed Jazeem | Andrea Gabriel                                                                                | 1, 2, 3, 4, 5, 6 | 8                 |
| Amie de Sayid, cliente de Locke et s'est faite aidé par Charlie alors qu'un homme essaya de lui voler son sac. Alors que Sayid travaille aux communications dans l'armée Irakienne, Nadia est emprisonnée et Sayid est chargé de l'interroger. Lorsqu'il est chargé de l'exécuter, il ne peut s'y résoudre et l'aide finalement à s'enfuir. |                                                                                               |                  |                   |
| Mary Jo | Brittany Perrineau                                                                            | 1, 2             | 3                 |
| Amie de Sawyer et animatrice loto que rencontre Hurley. |                                                                                               |                  |                   |
| M. Kwon | John Shin                                                                                     | 1, 3             | 2                 |
| Père de Jin. C'est un simple pêcheur. Ayant honte de ses origines modestes, Jin fera croire à Sun que son Père est mort. Lorsque Sun rencontre M. Kwon, ce dernier lui confie qu'il a dû élever Jin seul, car sa mère était une prostituée. De ce fait, il n'est pas sûr qu'il soit son père biologique. |                                                                                               |                  |                   |
| Jae Lee | Tony Lee                                                                                      | 2, 3             | 3                 |
| Professeur d'anglais de Sun. Sun l'a rencontré lors d'un rendez-vous arrangé par leurs mères et une entremetteuse. Il est propriétaire de l'hôtel où travaillait Jin. Il a eu une aventure avec Sun. Il est projeté du haut de son hôtel quelques minutes après que Jin a menacé de le tuer. |                                                                                               |                  |                   |
| Carole Littleton | Susan Duerden                                                                                 | 3, 4, 5          | 4                 |
| Carole est la mère de Claire. Elle est tombée dans le coma à la suite d'un accident de voiture alors que Claire conduisait. Lors des obsèques de Christian Shephard, elle dit à Jack que Claire est en fait sa demi-sœur. |                                                                                               |                  |                   |
| Lindsey Littleton | Gabrielle Fitzpatrick                                                                         | 2, 3             | 2                 |
| Lindsey est la tante de Claire. Peu avant la mort de Christian Shephard, elle l'empêche de voir Claire. |                                                                                               |                  |                   |
| Susan Lloyd | Tamara Taylor                                                                                 | 1, 2             | 2                 |
| Mère de Walt. Peu après sa naissance, elle l'emmène à Amsterdam et quitte Michael. Elle se marie deux ans après avec un homme prénommé Brian et part vivre en Italie avec lui. Elle décède lorsque Walt a 9 ans après s'être installée à Sydney avec son nouveau mari. |                                                                                               |                  |                   |
| Emily Locke | Swoosie Kurtz (Holland Roden (à 15 ans))                                                      | 1, 4             | 2                 |
| Mère de Locke. Elle l'a abandonné à sa naissance. Elle a mis au monde John après avoir percuté une voiture alors qu'elle n'était enceinte que depuis six mois. |                                                                                               |                  |                   |
| Richard Malkin | Nick Jameson                                                                                  | 1, 2             | 2                 |
| Voyant de Claire. Lorsque Claire le consulte, il lui dit qu'elle doit impérativement élever son bébé elle-même. Il lui propose finalement 12 000 dollars pour qu'elle le fasse adopter par une famille à Los Angeles et qu'elle prenne le vol Oceanic 815. |                                                                                               |                  |                   |
| Jason McCormack | Aaron Gold                                                                                    | 2                | 2                 |
| Jason a tenté de tuer Ana-Lucia. Lorsqu'il est arrêté par la Police, Ana-Lucia dit ne pas le reconnaître et il est donc relâché. Elle le tue par la suite. |                                                                                               |                  |                   |
| Randy Nations | Billy Ray Gallion                                                                             | 1, 2, 3, 4, 6    | 5                 |
| Supérieur de Locke et de Hurley. Il deviendra l'employé de Hurley après avoir gagné à la loterie. |                                                                                               |                  |                   |
| Helen Norwood | Katey Sagal                                                                                   | 2, 6             | 4                 |
| Amie de Locke. Helen s'occupe d'un groupe de soutien dont Locke fera partie pendant un mois à la suite du don de son rein à son père. Elle sera par la suite en couple avec Locke jusqu'à ce qu'il revoie son père. Helen Norwood serait morte le 8 avril 2006, à l'âge de 48 ans, d'une rupture d'anévrisme pendant que Locke était sur l'île. |                                                                                               |                  |                   |
| Liam Pace | Neil Hopkins (Zack Shada (jeune))                                                             | 1, 2, 3, 6       | 5                 |
| Liam est le grand frère de Charlie, avec qui il forme le groupe de musique Drive Shaft. |                                                                                               |                  |                   |
| Megan Pace | Sammi Davis                                                                                   | 2                | 1                 |
| Mère de Charlie. |                                                                                               |                  |                   |
| M. Paik | Bryon Chung                                                                                   | 1, 3, 4          | 4                 |
| Père de Sun. Lorsque Sun demande de l'argent à son père pour éviter que Jin ait honte de ses origines, il lui dit qu'en contrepartie Jin devra travailler pour lui. C'est ainsi qu'il offre à Jin un emploi d'homme de main. |                                                                                               |                  |                   |
| Mme Paik | June Kyoto Lu                                                                                 | 2, 4, 5          | 3                 |
| Mère de Sun. |                                                                                               |                  |                   |
| Cassidy Phillips | Kim Dickens                                                                                   | 2, 3, 5          | 4                 |
| Mère de la fille de Sawyer. Après six mois passés ensemble, Sawyer l'arnaque de 600 000 dollars. Après avoir porté plainte contre lui, elle lui rend visite en prison et lui annonce qu'il a une fille, prénommée Clémentine. Elle a également aidé Kate à revoir sa mère. |                                                                                               |                  |                   |
| Carmen Reyes | Lillian Hurst                                                                                 | 1, 2, 3, 4, 5, 6 | 6                 |
| Mère de Hurley. Contrairement à son fils, elle ne pense pas que les Numéros sont maudits. |                                                                                               |                  |                   |
| David Reyes | Cheech Marin                                                                                  | 3, 4, 5          | 3                 |
| Père de Hurley. Il quitte sa femme et son fils pendant 17 ans avant de réapparaître, par pur opportunisme, quand il découvre qu'Hurley est devenu millionnaire en gagnant à la loterie en jouant les fameux Numéros. |                                                                                               |                  |                   |
| Adam Rutherford | non crédité                                                                                   | 2                | 2                 |
| Père de Shannon. Il décède dans la même salle où Jack sauve Sarah. |                                                                                               |                  |                   |
| Dr Christian Shephard | John Terry                                                                                    | 1, 2, 3, 4, 5, 6 | 19                |
| Père de Jack et de Claire, il a eu pour garde du corps Ana-Lucia, et avait eu une conversation dans un bar avec Sawyer. Christian Shephard est mort en Australie. Il n’apparaît pas seulement dans les flashbacks mais également sur l'île dans des visions qu'aurait Jack. Jack retrouve le cercueil de son père vide à côté des grottes, quelques jours après le crash. Christian était tout comme son fils, chirurgien. Lorsqu'il commet une erreur médicale entraînant la mort d'une patiente, Jack se résout à dénoncer son père, qui était sous l'influence de l'alcool. Le Dr Shepard est alors interdit d'exercer. Lorsque la mère de Claire est à l'hôpital, Christian prend en charge la totalité des dépenses et lorsqu'il rencontre Claire, il lui annonce qu'il est son père. Christian réapparaît sur l'île dans la saison 3, mais c'est cette fois Hurley qui le voit dans la cabane d'Horace Goodspeed. Claire le voit également dans la saison 4 et partira avec lui, abandonnant ainsi Aaron. Il aurait parlé au nom de Jacob lorsque Locke est venu le voir dans la cabane en bois. On apprendra finalement qu'il s'agissait en fait de l'Homme en noir, qui avait pris son apparence sur l'île. |                                                                                               |                  |                   |
| Margo Shephard | Veronica Hamel                                                                                | 1, 4             | 2                 |
| Mère de Jack. Elle demanda à Jack de ramener son père d'Australie. |                                                                                               |                  |                   |
| Sarah Shephard | Julie Bowen                                                                                   | 1, 2, 3          | 5                 |
| Patiente, puis femme de Jack. Elle demandera le divorce par la suite. |                                                                                               |                  |                   |
| Leonard Simms | Ron Bottitta                                                                                  | 1, 2             | 2                 |
| Ami de Hurley. Patient dans un hôpital psychiatrique, il répète en boucle les numéros maudits 4, 8, 15, 16, 23, 42. Il dit à Hugo qu'il doit se rendre en Australie pour savoir d'où viennent ces numéros. |                                                                                               |                  |                   |
| Big Mike Walton | Michael Cudlitz                                                                               | 2, 4             | 2                 |
| Collègue d'Ana-Lucia. |                                                                                               |                  |                   |